# Culver Studios
Culver Studios est un studio de tournage californien dédié aux productions cinématographiques et télévisuelles situé à Culver City sur Washington Boulevard. De nombreuses émissions et séries ont été et sont enregistrées dans ce studio.
Ce studio est le lieu de naissance de plusieurs séries célèbres comme The Andy Griffith Show, Lassie, Batman ou plus récemment Scrubs, Arrested Development et Cougar Town.

## Historique

### 1918 à 1955, Thomas H. Ince, Cecil B. DeMille et David O. Selznick
En 1918, Thomas H. Ince achète un terrain à Harry Culver et lance les travaux pour son ambitieux projet de studio. Le premier bâtiment à sortir de terre est la Mansion House, un édifice de bureau d'architecture coloniale inspiré par la résidence Mount Vernon de George Washington. Ince baptise son studio Thomas H. Ince studios et le dirige jusqu'à sa mort en 1924.
En 1925, la veuve de Ince vend le studio à Cecil B. DeMille qui le renomme DeMille Studios. Il engage de grands travaux pour des rénovations et des agrandissements comme la construction du DeMille theater, une salle de projection privée et une réplique des rues de Jérusalem pour le film Le Roi des rois (1927). DeMille loue alors un terrain situé quelques rues plus loin pour construire ce décor de Jérusalem, qu'il baptise Forty Acres. De nombreux décors y seront par la suite construit.
Malgré quelques succès au box office, DeMille ne parvient pas à rendre le studio rentable et fusionne son studios avec Pathé Exchange en 1928. DeMille signe un contrat de 3 films avec  Metro-Goldwyn-Mayer tandis que le studio est la propriété d'un conglomérat.
En 1932, Radio-Keith-Orpheum Pictures (RKO) achète Pathé et renomme le studio RKO-Pathé studios pour le distinguer de ses autres propriétés à Hollywood. RKO ayant de nombreux sites, le RKO-Pathé studios est principalement loué à d'autres producteurs. De 1935 à 1946 le site est loué à la société Selznick International Studios, de David O. Selznick qui rénove les lieux et utilise même les décors abandonnés à l'arrière du studio pour reproduire en 1938 les scènes de l'incendie d'Atlanta pour Autant en emporte le vent. En 1946, Pathé loue à Vanguard Films, nouveau studio de Selznick mais aussi à d'autres studios indépendants.
En 1950, Howard Hughes achète RKO Pictures et maintient le système de location jusqu'à la vente à General Tire en 1955.

### 1956-1977: Desilu Productions et la télévision
En 1956, Desilu Productions, détenu par Lucille Ball et Desi Arnaz, achète le studio à General Tire et en fait un studio de productions télévisuelles.
En 1968, Perfect Film achète les Desilu Studios et le vends à OSF Industries. Le studio est renommé The Culver City Studios en 1970.

### 1977-2013: Gannett puis Sony
En 1977, le studio prend le nom de Laird International Studios est redevient en un espace locatif.
En 1986, les Laird International Studios sont placés sous la protection du chapitre 11.
En décembre 1986, Gannett achète les Laird International Studios pour 24 millions d'USD et signe un partenariat avec le producteur Grant Tinker. La société gérant les studios est baptisée GTG Entertainment. Le partenariat s'arrête en 1990 mais entre-temps les studios renommés Culver Studios ont été loués pour des productions de Sony Hook ou la Revanche du capitaine Crochet (1991) et Bugsy (1991).
Le 26 juin 1991, Sony au travers de Columbia Pictures achète les studios pour 80 millions d'USD, soit une parcelle de 17 acres (68 797 m2) comprenant 14 plateaux.
Sony exploite le site et y fait construire les bâtiments de Sony Pictures Animation et Imageworks.

### Depuis 2004, Lehman puis Hackman Capital
Le 6 avril 2004, Lehman Brothers, Pacific Coast Capital Partners et Pacifica Ventures achètent les studios à Sony pour 125 millions d'USD et annoncent un agrandissement de 30 000 pieds carrés (2 787,0912 m2).
Le 4 mars 2014, le groupe Hackman Capital Partners achète les studios pour 85 millions d'USD à la suite de la faillite de Lehman Brothers en 2008, somme équivalente à la vente du studio par Sony dix ans auparavant,.
Le 30 octobre 2017, Amazon Studios prévoit de louer 280 000 pieds carrés (26 013 m2) des studios tandis que Hackman Capital envisage la rénovation du site.
Le 10 décembre 2018, Hackman annonce une modification du projet de développement du studio comprenant la location de plus de 70% du complexe par Amazon Studios, un agrandissement de 358 000 pieds carrés (33 259 m2) à 720 850 pieds carrés (66 969 m2), deux nouveaux parkings totalisant 1900 places.

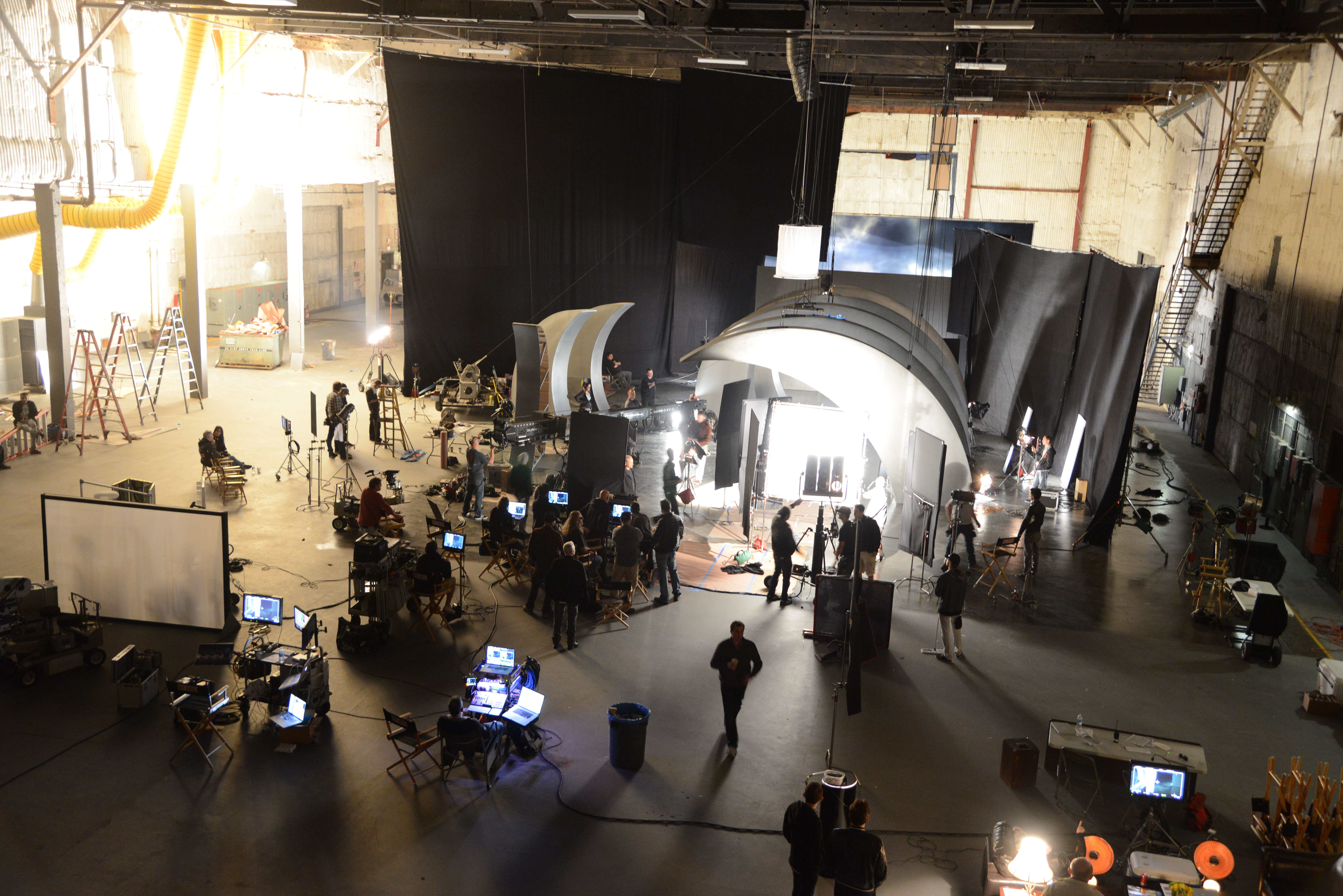
Tournage d'une publicité sur le Stage 3 des Culver Studios.
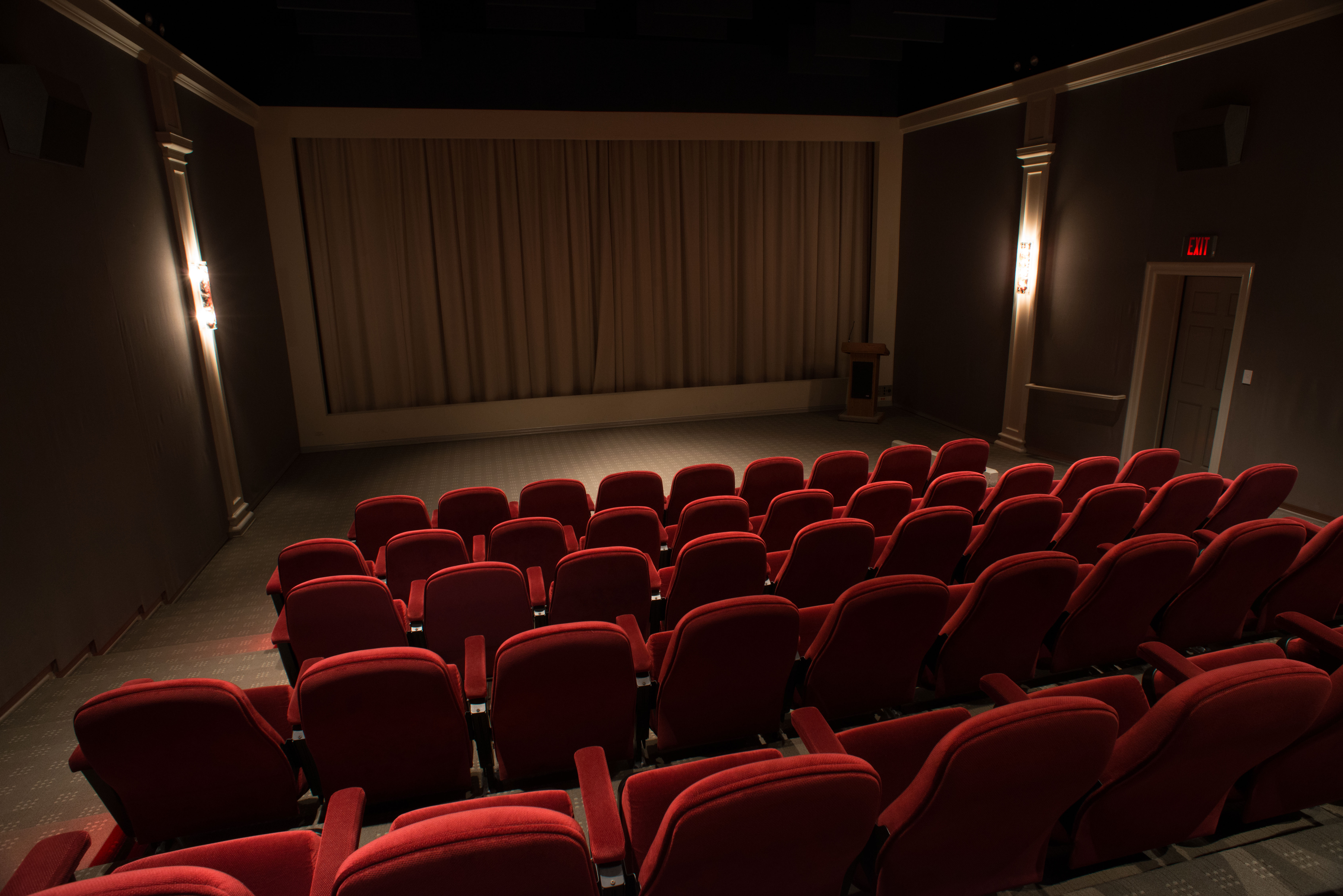
Le Cecil B. DeMille Theater, salle de cinéma interne au studio

## Productions

### Films
- 1927 : Le Roi des rois, rues de Jérusalem.
- 1933 : King Kong (scène onskull island)
- 1939 : Autant en emporte le vent (Incendie d'Atlanta)
- 1940 : Citizen Kane
- 1940 : Hitchcock’s Rebecca
- 1945 : Hitchcock's La Maison du docteur Edwardes
- 1976 : Carrie au bal du diable
- 1976 : Rocky
- 1978 : Sgt. Pepper’s Lonely Hearts Club Band
- 1979 : The Jerk
- 1980 : Raging Bull
- 1980 : Y a-t-il un pilote dans l'avion ?
- 1981 : E.T. l'extra-terrestre
- 1984 : L'Honneur des Prizzi
- 1986 : Trois amigos !
- 1987 : RoboCop
- 1987 : Un ticket pour deux
- 1988 : Beetlejuice
- 1991 : Bugsy
- 1991 : Hook ou la Revanche du capitaine Crochet
- 1992 : Des hommes d'honneur
- 1995 : Nixon
- 1996 : Air Force One
- 1997 : Red Corner
- 1997 : Contact
- 1998 : Armageddon
- 1999 : Matrix
- 1999 : Des hommes d'influence (Wag the Dog)
- 2000 : Ce que veulent les femmes
- 2001 : La Revanche d'une blonde
- 2002 : Kill Bill
- 2003 : 50 First Dates
- 2003 : Peter Pan
- 2004 : Ma sorcière bien-aimée
- 2006 : La Nuit au musée
- 2007 : Je suis une légende
- 2007 : State of Play
- 2008 : Valkyrie
- 2010 : Alice au pays des merveilles (film, 2010)
- 2011 : X-Men : Le Commencement
- 2012 : Moi, député
- 2012 : Argo (reshoots)

### Télévision
- 1959 : Les Incorruptibles
- 1960 : The Andy Griffith Show
- 1965 : Hogan’s Heroes
- 1966 : Batman
- 1967 : Star Trek (pilote)
- 1986 : Pee-Wee’s Playhouse
- 1987 : Beauty and the Beast
- 1989 : Alerte à Malibu (Baywatch)
- 1991 : Notre belle famille (Step by Step)
- 1992 : Dingue de toi
- 1993 : Une nounou d'enfer (The Nanny)
- 2004 : Un gars du Queens
- 2004 : Arrested Development
- 2005 : Las Vegas
- 2006 : À prendre ou à laisser
- 2008 : America's Next Top Model
- 2009 : Scrubs
- 2009 : Cougar Town
- 2009 : Giada at Home
- 2011 : Ringer
- 2012 : Ricki Lake Show
- 2012 : Arrested Development
- 2013 : Comedy Central’s James Franco Roast
- 2013 : Giada At Home
- 2013 : Kris Jenner
- 2013 : Episodes